# Baldassarre Negroni
Baldassarre Negroni (Roma, 21 de gener de 1877 – Roma, 18 de juliol de 1945) va ser un cineasta italià actiu principalment en l'època muda, entre els més grans del seu temps.

## Biografia
Procedent d'una família aristocràtica romana de comtes d'origen ligur, es va llicenciar en dret, i va exercir la professió d'advocat durant alguns anys.
Va estar casat des de 1923 amb l'actriu Hesperia que va dirigir en moltes pel·lícules.
Negroni va abandonar aviat la seva feina com a advocat per dedicar-se primer a la fotografia i després a la cinematografia. Havent-se apassionat per aquest últim instrument, va aconseguir una càmera i va rodar alguns documentals amateurs. El 1912 va ser contractat per la productora Società Italiana Cines, on va treballar primer com operador de cinema i després va debutar amb el curtmetratge Primo bistice.
Posteriorment va deixar Cines, i en col·laboració amb l'advocat Gioacchino Mecheri i el marquès Alberto Del Gallo de Roccagiovane van fundar la productora cinematogràfica Celio Film de la qual va ser director artístic i director principal. Als estudis Celio, per encàrrec de la Italica Ars, va dirigir el 1913 la que probablement va ser la seva pel·lícula més important, L'Histoire d'un Pierrot, una reproducció completa d'un musical. pantomima de Mario Pasquale Costa, per tant un intent de "pel·lícula sonora" a l'era muda. Aquesta pel·lícula era protagonitzada per la famosa diva Francesca Bertini, l'estrella Emilio Ghione i una diva encara "en aparició", és a dir, l'actriu Leda Gys.
El 1914 es va traslladar a Milano Films on va ser director general, director i guionista. A la casa milanesa va començar la seva parella artística amb l'actriu Olga Mambelli o Hesperia, amb qui es va casar uns quants anys més tard, i va dirigir algunes pel·lícules com L'ereditiera, L'ultima battaglia, La danza dei milioni, La maschera dell'onestà, Nel nido straniero, Passa la guerra i Vizio atavico.
El 1916 es va traslladar a la romana Tiber Film, on fins al 1922 va dirigir un gran nombre de pel·lícules, com ara A guardia di Sua Maestà, Jou-Jou, Il figlio di Madame Sans Gêne, L'aiglette i La cuccagna.
Després d'un llarg període d'inactivitat, a finals dels anys 20, Negroni va treballar a la Fert-Pittaluga, on va dirigir la pel·lícules Beatrice Cenci (1926), Il vetturale del Moncenisio (1927), Gli ultimi Zar (1928) i Giuditta e Oloferne (1929).
Després de l'arribada del cinema sonor, la producció de Pittaluga es va traslladar de Torí a Roma, passant a càrrec de la producció a "Cines - Pittaluga" que s'havia fet càrrec de les històriques fàbriques romanes de via Vejo. Sota aquesta disfressa va seguir en particular la creació d’Acciaio. L'última pel·lícula de la seva llarga carrera va ser L'ambasciatore del 1936.

## Filmografia parcial

### Filmografia muda
- Idillio tragico (1912)
- Tragico amore, curtmetratge (1912)
- Tutto si accomoda, curtmetratge (1912)
- L'arma dei vigliacchi (1913)
- Beatrice Cenci (1913)
- Tramonto (1913)
- L'ultima carta (1913)
- La maestrina (1913)
- L'Histoire d'un Pierrot (1914)
- L'ereditiera (1914)
- La danza dei milioni (1914)
- L'amazzone mascherata (1914)
- Fiamme nell'ombra (1915)
- Marcella (1915)
- Rugiada di sangue (1915)
- La signora delle camelie (1915)
- L'aigrette (1917)
- La locanda delle ombre, insieme a Ivo Illuminati (1923)
- Beatrice Cenci (1926)
- Il vetturale del Moncenisio (1927)
- Gli ultimi zar (1928)
- Giuditta e Oloferne (1929)

### Filmografia sonora
- Due cuori felici (1932)
- L'ambasciatore (1936)